# Canton de Stenay
Le canton de Stenay est une circonscription électorale française située dans le département de la Meuse et la région Grand Est.
Le canton est créé en 1790 sous la Révolution française. À la suite du redécoupage cantonal de 2014, les limites territoriales du canton sont remaniées. Le nombre de communes du canton passe de 19 à 35.

## Géographie
Ce canton est organisé autour du bureau centralisateur de Stenay et fait partie intégralement de l'arrondissement de Verdun. Son altitude varie de 158 m (Pouilly-sur-Meuse) à 357 m (Murvaux) pour une altitude moyenne de 244 m. Sa superficie est de 362,24 km2.

## Histoire
Le canton de Stenay fait partie du district de Stenay & Montmédy, créée par le décret du 30 janvier 1790 et qui sera simplifié en district de Stenay.
Après la suppression des districts en 1795, le canton intègre l'arrondissement de Montmédy lors de la création de celui-ci le 27 vendémiaire an X (19 octobre 1801),
À la suite du redécoupage cantonal de 2014, les limites territoriales du canton sont remaniées. Le nombre de communes du canton passe de 25 à 45, avec l'ajout de 16 des 17 communes qui formaient l'ancien canton de Dun-sur-Meuse (toutes sauf Vilosnes-Haraumont).

## Représentation

### Conseillers d'arrondissement (de 1833 à 1940)
Le canton de Stenay avait deux conseillers d'arrondissement.
Il appartenait à l'arrondissement de Montmédy jusqu'à sa disparition en 1926.
| Période                                  | Période      | Identité                                     | Étiquette   | Qualité |
| ---------------------------------------- | ------------ | -------------------------------------------- | ----------- | --- |
| 1833                                     | 1848         | Nicolas Joseph Drappier                      |             | Maire de Cesse                                                                                              |
| 1833                                     | 1836         | M. Ravignaux                                 |             | Négociant à Stenay                                                                                          |
| 1836                                     | 1852         | Jean Marie Victor Jodin (1797-1872)          |             | Notaire, propriétaire à Stenay                                                                              |
| 1848                                     | 1867         | Jean-Baptiste Nicolas Joseph Mengin-Geoffroy |             | Maire de Stenay                                                                                             |
| 1852                                     | 1871         | Charles Drappier                             |             | Propriétaire à Stenay, Président du Conseil d'arrondissement                                                |
| 1867                                     | 1871         | M. Thiébault                                 |             | Ancien notaire à Stenay                                                                                     |
| 1871                                     | 1877         | Jean-Pierre Cardot                           | Républicain | Tanneur et agriculteur à Stenay                                                                             |
| 1871                                     | 1883         | Jean Léonard                                 |             | Banquier à Stenay                                                                                           |
| 1877                                     | 1886         | Jules Drappier                               | Républicain | Maitre de forges à Stenay                                                                                   |
| 1883                                     | 1889         | Jean Visseaux (1830-1898)                    |             | Négociant (brasseur) à Stenay, maire de Carignan de 1884 à 1898                                             |
| 1886                                     | 1895         | Louis-Félix Thiébault                        | Républicain | Médecin à Stenay                                                                                            |
| 1889                                     | 1898         | Ferdinand Philippe                           | Républicain | Entrepreneur de roulage, adjoint au maire de Stenay                                                         |
| 1895                                     | 1910         | Adolphe Poterlot                             |             | Propriétaire à Stenay, Président du Conseil d'arrondissement                                                |
| 1898                                     | 1907         | Gaston Rivart                                |             | Rentier à Stenay                                                                                            |
| 1907                                     | 1910         | Émile Camez                                  |             | Négociant en vins, adjoint au maire de Mouzay                                                               |
| 1910                                     | 1913 (décès) | Gustave Rivart (1865-1913)                   |             | Minotier à Stenay                                                                                           |
| 1910                                     | 1919         | Henri Charlot                                | RG          | Notaire à Stenay                                                                                            |
| 1913                                     | 1919         | Jules Alexandre Gondouin (1857-1926)         |             | Propriétaire, adjoint au maire de Stenay                                                                    |
| 1919                                     | 1931         | M. Pierrot                                   |             | Vétérinaire à Stenay                                                                                        |
| 1919                                     | 1924         | Pierre Émile Périquet                        |             | Propriétaire, adjoint au maire de Mouzay                                                                    |
| 1924                                     | 1934         | Léon Renault (1876-1938)                     |             | Ancien employé de commerce, rentier, adjoint au maire de Stenay                                             |
| 1931                                     | 1940         | Émile Henry                                  | URD         | Premier adjoint au maire de Stenay                                                                          |
| 1934                                     | 1940         | Jean Laporte                                 |             | Agriculteur, maire de Cesse                                                                                 |
| 1940                                     |              |                                              |             | Les conseils d'arrondissement ont été suspendus par la loi du 12 octobre 1940 et n'ont jamais été réactivés |
| Les données manquantes sont à compléter. |              |                                              |             | |

### Conseillers généraux de 1833 à 2015
| Période | Période           | Identité                                                | Étiquette              | Qualité                                                                                       |
| ------- | ----------------- | ------------------------------------------------------- | ---------------------- | --------------------------------------------------------------------------------------------- |
| 1833    | 1838              | Jean Lallemand                                          | Conservateur           | Maître de forges, négociant à Stenay Député (1831-1833)                                       |
| 1838    | 1839              | Jean Baptiste Henri Ferdinand Dollen-Dufresnel          |                        | Maître de forges à Beaufort, juge de paix                                                     |
| 1839    | 1848              | Édouard Guy Joseph Elizabeth Maillard, baron de Landres |                        | Maire de Stenay                                                                               |
| 1848    | 1852              | Louis Victor Lallemant-Marechal                         |                        | Maître de forges, propriétaire à Stenay                                                       |
| 1852    | 1853 (annulation) | Paul Victor Jamin                                       | Majorité ministérielle | Général Député (1846-1848)                                                                    |
| 1853    | 1864              | Guillaume François Joseph, baron Offenstein (1804-1865) |                        | Avocat, juge de paix, propriétaire à Montmédy                                                 |
| 1864    | 1877              | Charles Alexandre de Lapisse                            | Droite                 | Colonel du Génie en retraite à Stenay                                                         |
| 1877    | 1886 (décès)      | Jean-Pierre Cardot                                      | Républicain            | Agriculteur, tanneur Maire de Stenay                                                          |
| 1886    | 1919              | Jules Drappier                                          | Républicain            | Industriel, banquier Maire de Stenay, conseiller d'arrondissement                             |
| 1919    | 1931              | Henri Charlot                                           | RG                     | Ancien notaire Maire de Stenay, conseiller d'arrondissement                                   |
| 1931    | 1934 (décès)      | Eugène Martinot                                         | Rad.                   | Ingénieur des Ponts et Chaussées en retraite Maire de Stenay                                  |
| 1934    | 1935 (décès)      | Augustin Ernest Beauguitte                              | Union nationale        | Préfet honoraire Directeur de La Dépêche Meusienne                                            |
| 1935    | 1940              | Désiré Léon Madoux (1874-1943)                          | Union nationale        | Commerçant Maire de Stenay                                                                    |
|         |                   |                                                         |                        |                                                                                               |
| 1943    | 1945              | Robert Tramblay (1897-1982)                             |                        | Maire de Stenay Nommé conseiller départemental en 1943                                        |
| 1943    | 1945              | Jean Visseaux                                           |                        | Maire de Wiseppe Nommé conseiller départemental en 1943                                       |
|         |                   |                                                         |                        |                                                                                               |
| 1945    | 1986 (décès)      | André Madoux (1909-1986)                                | DVD-RGR                | Pharmacien Président du Conseil Général (1973-1982) Président du Conseil régional (1979-1982) |
| 1986    | 2009 (décès)      | Étienne Demulder                                        | DVD                    | Directeur technique Maire de Stenay (1989-2009)                                               |
| 2009    | 2015              | Stéphane Perrin                                         | DVD                    | Dirigeant de société Maire de Stenay (depuis 2009)                                            |

### Conseillers départementaux à partir de 2015
| Période élective | Période élective | Mandat | Mandat   | Identité        | Nuance | Nuance | Qualité |
| ---------------- | ---------------- | ------ | -------- | --------------- | ------ | ------ | --- |
| 2015             | 2021             | 2015   | 2021     | Évelyne Jacquet |        | DVD    | Commerçante à Dun-sur-Meuse 10e Vice-présidente - Enfance famille                                                                          |
| 2015             | 2021             | 2015   | 2021     | Stéphane Perrin |        | DVD    | Dirigeant de société Maire de Stenay (depuis 2009) 7e Vice-président - Contractualisation, développement et accompagnement des territoires |
| 2021             | 2028             | 2021   | en cours | Stéphane Perrin |        | DVD    | Conseiller sortant, 6e Vice-Président (insertion, activité, emploi, économie sociale et solidaire)                                         |
| 2021             | 2028             | 2021   | en cours | Valérie Woitier |        | DVD    | Adjointe au maire de Fontaines-Saint-Clair, directrice de la FDSEA de la Meuse                                                             |

### Résultats détaillés

#### Élections de mars 2015
À l'issue du 1er tour des élections départementales de 2015, trois binômes sont en ballottage : Évelyne Jacquet et Stéphane Perrin (DVD, 47,64 %), Alain Plun et Laurence Raulet (DVD, 27,33 %) et Joël Defaux et Delphine Lambert (FN, 25,02 %). Le taux de participation est de 54,76 % (3 529 votants sur 6 444 inscrits) contre 53,07 % au niveau départemental et 50,17 % au niveau national.
Au second tour, Évelyne Jacquet et Stéphane Perrin (DVD) sont élus avec 61,23 % des suffrages exprimés et un taux de participation de 51,02 % (1 819 voix pour 3 289 votants et 6 447 inscrits).

#### Élections de juin 2021
Le premier tour des élections départementales de 2021 est marqué par un très faible taux de participation (33,26 % au niveau national). Dans le canton de Stenay, ce taux de participation est de 35,97 % (2 202 votants sur 6 121 inscrits) contre 34,51 % au niveau départemental. À l'issue de ce premier tour, deux binômes sont en ballottage : Stéphane Perrin et Valérie Woitier (DVD, 50,57 %) et Romuald Collet et Vanessa Pierson (DVD, 38,79 %).
Le second tour des élections est marqué une nouvelle fois par une abstention massive équivalente au premier tour. Les taux de participation sont de 34,36 % au niveau national, 35,74 % dans le département et 40,2 % dans le canton de Stenay. Stéphane Perrin et Valérie Woitier (DVD) sont élus avec 50,68 % des suffrages exprimés (1 160 voix pour 2 456 votants et 6 110 inscrits),,.

## Composition

### Composition avant 2015

Situation du canton de Stenay dans l'arrondissement de Verdun avant 2015.

Le canton de Stenay regroupait 19 communes sur une superficie de 208 km2.
| Nom                      | Code Insee | Codepostal | Superficie (km2) | Population (dernière pop. légale) | Densité (hab./km2) |
| ------------------------ | ---------- | ---------- | ---------------- | --------------------------------- | ------------------ |
| Stenay (chef-lieu)       | 55502      | 55700      | 27,16            | 2 749 (2012)                      | 101                |
| Autréville-Saint-Lambert | 55018      | 55700      | 4,01             | 43 (2012)                         | 11                 |
| Baâlon                   | 55025      | 55700      | 14,76            | 288 (2012)                        | 20                 |
| Beauclair                | 55036      | 55700      | 4,84             | 88 (2012)                         | 18                 |
| Beaufort-en-Argonne      | 55037      | 55700      | 11,09            | 148 (2012)                        | 13                 |
| Brouennes                | 55083      | 55700      | 12,22            | 154 (2012)                        | 13                 |
| Cesse                    | 55095      | 55700      | 5,30             | 123 (2012)                        | 23                 |
| Halles-sous-les-Côtes    | 55225      | 55700      | 5,51             | 156 (2012)                        | 28                 |
| Inor                     | 55250      | 55700      | 6,46             | 191 (2012)                        | 30                 |
| Lamouilly                | 55275      | 55700      | 4,76             | 109 (2012)                        | 23                 |
| Laneuville-sur-Meuse     | 55279      | 55700      | 22,82            | 433 (2012)                        | 19                 |
| Luzy-Saint-Martin        | 55310      | 55700      | 7,35             | 110 (2012)                        | 15                 |
| Martincourt-sur-Meuse    | 55323      | 55700      | 5,96             | 64 (2012)                         | 11                 |
| Moulins-Saint-Hubert     | 55362      | 55700      | 8,14             | 174 (2012)                        | 21                 |
| Mouzay                   | 55364      | 55700      | 35,73            | 728 (2012)                        | 20                 |
| Nepvant                  | 55377      | 55700      | 5,15             | 73 (2012)                         | 14                 |
| Olizy-sur-Chiers         | 55391      | 55700      | 9,22             | 194 (2012)                        | 21                 |
| Pouilly-sur-Meuse        | 55408      | 55700      | 11,83            | 207 (2012)                        | 17                 |
| Wiseppe                  | 55582      | 55700      | 5,69             | 111 (2012)                        | 20                 |

### Composition à partir de 2015
Le canton de Stenay regroupe désormais 35 communes sur une superficie de 362,24 km2.
| Nom                            | Code Insee | Intercommunalité                      | Superficie (km2) | Population (dernière pop. légale) | Densité (hab./km2) | Modifier                                    |
| ------------------------------ | ---------- | ------------------------------------- | ---------------- | --------------------------------- | ------------------ | ------------------------------------------- |
| Stenay (bureau centralisateur) | 55502      | CC du Pays de Stenay et du Val Dunois | 27,16            | 2 428 (2022)                      | 89                 | modifier les données · modifier les données |
| Aincreville                    | 55004      | CC du Pays de Stenay et du Val Dunois | 9,11             | 81 (2022)                         | 8,9                | modifier les données · modifier les données |
| Autréville-Saint-Lambert       | 55018      | CC du Pays de Stenay et du Val Dunois | 4,01             | 35 (2022)                         | 8,7                | modifier les données · modifier les données |
| Baâlon                         | 55025      | CC du Pays de Stenay et du Val Dunois | 14,76            | 268 (2022)                        | 18                 | modifier les données · modifier les données |
| Beauclair                      | 55036      | CC du Pays de Stenay et du Val Dunois | 4,84             | 90 (2022)                         | 19                 | modifier les données · modifier les données |
| Beaufort-en-Argonne            | 55037      | CC du Pays de Stenay et du Val Dunois | 11,09            | 127 (2022)                        | 11                 | modifier les données · modifier les données |
| Brieulles-sur-Meuse            | 55078      | CC du Pays de Stenay et du Val Dunois | 24,05            | 311 (2022)                        | 13                 | modifier les données · modifier les données |
| Brouennes                      | 55083      | CC du Pays de Stenay et du Val Dunois | 12,22            | 161 (2022)                        | 13                 | modifier les données · modifier les données |
| Cesse                          | 55095      | CC du Pays de Stenay et du Val Dunois | 5,30             | 113 (2022)                        | 21                 | modifier les données · modifier les données |
| Cléry-le-Grand                 | 55118      | CC du Pays de Stenay et du Val Dunois | 7,18             | 89 (2022)                         | 12                 | modifier les données · modifier les données |
| Cléry-le-Petit                 | 55119      | CC du Pays de Stenay et du Val Dunois | 4,58             | 189 (2022)                        | 41                 | modifier les données · modifier les données |
| Doulcon                        | 55165      | CC du Pays de Stenay et du Val Dunois | 8,57             | 422 (2022)                        | 49                 | modifier les données · modifier les données |
| Dun-sur-Meuse                  | 55167      | CC du Pays de Stenay et du Val Dunois | 6,41             | 590 (2022)                        | 92                 | modifier les données · modifier les données |
| Fontaines-Saint-Clair          | 55192      | CC du Pays de Stenay et du Val Dunois | 6,23             | 36 (2022)                         | 5,8                | modifier les données · modifier les données |
| Halles-sous-les-Côtes          | 55225      | CC du Pays de Stenay et du Val Dunois | 5,51             | 138 (2022)                        | 25                 | modifier les données · modifier les données |
| Inor                           | 55250      | CC du Pays de Stenay et du Val Dunois | 6,46             | 178 (2022)                        | 28                 | modifier les données · modifier les données |
| Lamouilly                      | 55275      | CC du Pays de Stenay et du Val Dunois | 4,76             | 84 (2022)                         | 18                 | modifier les données · modifier les données |
| Laneuville-sur-Meuse           | 55279      | CC du Pays de Stenay et du Val Dunois | 22,82            | 446 (2022)                        | 20                 | modifier les données · modifier les données |
| Liny-devant-Dun                | 55292      | CC du Pays de Stenay et du Val Dunois | 10,90            | 189 (2022)                        | 17                 | modifier les données · modifier les données |
| Lion-devant-Dun                | 55293      | CC du Pays de Stenay et du Val Dunois | 15,51            | 178 (2022)                        | 11                 | modifier les données · modifier les données |
| Luzy-Saint-Martin              | 55310      | CC du Pays de Stenay et du Val Dunois | 7,35             | 113 (2022)                        | 15                 | modifier les données · modifier les données |
| Martincourt-sur-Meuse          | 55323      | CC du Pays de Stenay et du Val Dunois | 5,96             | 68 (2022)                         | 11                 | modifier les données · modifier les données |
| Milly-sur-Bradon               | 55338      | CC du Pays de Stenay et du Val Dunois | 10,40            | 148 (2022)                        | 14                 | modifier les données · modifier les données |
| Mont-devant-Sassey             | 55345      | CC du Pays de Stenay et du Val Dunois | 8,22             | 99 (2022)                         | 12                 | modifier les données · modifier les données |
| Montigny-devant-Sassey         | 55349      | CC du Pays de Stenay et du Val Dunois | 9,72             | 131 (2022)                        | 13                 | modifier les données · modifier les données |
| Moulins-Saint-Hubert           | 55362      | CC du Pays de Stenay et du Val Dunois | 8,14             | 186 (2022)                        | 23                 | modifier les données · modifier les données |
| Mouzay                         | 55364      | CC du Pays de Stenay et du Val Dunois | 35,73            | 650 (2022)                        | 18                 | modifier les données · modifier les données |
| Murvaux                        | 55365      | CC du Pays de Stenay et du Val Dunois | 14,21            | 138 (2022)                        | 9,7                | modifier les données · modifier les données |
| Nepvant                        | 55377      | CC du Pays de Stenay et du Val Dunois | 5,15             | 91 (2022)                         | 18                 | modifier les données · modifier les données |
| Olizy-sur-Chiers               | 55391      | CC du Pays de Stenay et du Val Dunois | 9,22             | 196 (2022)                        | 21                 | modifier les données · modifier les données |
| Pouilly-sur-Meuse              | 55408      | CC du Pays de Stenay et du Val Dunois | 11,83            | 172 (2022)                        | 15                 | modifier les données · modifier les données |
| Sassey-sur-Meuse               | 55469      | CC du Pays de Stenay et du Val Dunois | 4,33             | 89 (2022)                         | 21                 | modifier les données · modifier les données |
| Saulmory-Villefranche          | 55471      | CC du Pays de Stenay et du Val Dunois | 6,85             | 82 (2022)                         | 12                 | modifier les données · modifier les données |
| Villers-devant-Dun             | 55561      | CC du Pays de Stenay et du Val Dunois | 7,97             | 51 (2022)                         | 6,4                | modifier les données · modifier les données |
| Wiseppe                        | 55582      | CC du Pays de Stenay et du Val Dunois | 5,69             | 92 (2022)                         | 16                 | modifier les données · modifier les données |
| Canton de Stenay               | 5514       |                                       | 362,24           | 8 459 (2022)                      | 23                 | modifier les données                        |

## Démographie

### Démographie avant 2015
| 1962  | 1968  | 1975  | 1982  | 1990  | 1999  | 2006  | 2011  | 2012  |
| ----- | ----- | ----- | ----- | ----- | ----- | ----- | ----- | ----- |
| 8 298 | 8 302 | 7 795 | 7 334 | 6 672 | 6 244 | 6 107 | 6 167 | 6 143 |

### Démographie depuis 2015

#### Évolution démographique
En 2022, le canton comptait 8 459 habitants, en évolution de −5,82 % par rapport à 2016 (Meuse : −4,4 %, France hors Mayotte : +2,11 %).
| 2013  | 2018  | 2022  |
| ----- | ----- | ----- |
| 9 212 | 8 690 | 8 459 |

#### Pyramide des âges
| Hommes | Classe d’âge | Femmes |
| ------ | ------------ | ------ |
| 0      | 100 et +     | 1      |
| 33     | 90-99        | 124    |
| 237    | 80-89        | 444    |
| 367    | 70-79        | 403    |
| 692    | 60-69        | 675    |
| 643    | 50-59        | 608    |
| 541    | 40-49        | 568    |
| 448    | 30-39        | 416    |
| 412    | 20-29        | 365    |
| 558    | 10-19        | 500    |
| 493    | 0-9          | 452    |